# Médiateur de la police nationale
Le médiateur de la police nationale est une fonction mise en place au ministère de l'intérieur, à la direction générale de la police nationale, par arrêté du 27 novembre 2012. Le premier médiateur interne a été nommé par arrêté du 20 décembre 2012, à compter du 1er janvier 2013. Il est d'abord entré en vigueur pour une phase expérimentale de six mois.
Un arrêté du 6 mai 2019 relatif au médiateur de la police nationale est venu préciser différents aspects  

## Présentation générale du dispositif
Institué par une circulaire du 31 décembre 2012, le dispositif de la médiation interne de la police nationale vise à apporter une solution concrète et alternative au contentieux et expliquer le cas échéant aux agents de la Police nationale les décisions de l’administration. Contribuant à la prévention des risques psychosociaux, la médiation permet également de proposer à l’administration des pistes d’amélioration dans la gestion de ses ressources humaines et de restaurer une communication défaillante ou rompue.
Les saisines du médiateur sont de toute nature : juridique, professionnelle, hiérarchique ou humaine. Le dispositif de la médiation, qui tend à se développer dans le secteur public et le secteur privé, constitue un facteur de cohésion interne permettant une résolution rapide et juste des conflits au travail. Il procède du constat selon lequel le recours à la voie contentieuse, trop fréquent, est un échec et ne permet pas de régler les difficultés soulevées. Ce consensus autour de la médiation en tant que mode de règlement alternatif des conflits a été reconnu dans la loi du 18 novembre 2016 relative à la modernisation de la justice du XXIe siècle.

## Mise en œuvre de la médiation interne au sein de la police nationale
Après plusieurs années d’existence au sein de la police nationale, le dispositif de médiation a acquis une légitimité institutionnelle ainsi qu’auprès des agents. S’il fait partie intégrante de l’administration, le médiateur interne bénéficie cependant d’une réelle indépendance à son égard et apparaît dès lors comme une force de proposition dans le règlement des conflits qui surviennent dans les services.
La neutralité et l’objectivité qui président à la rédaction des avis invitent dès lors l’administration à se saisir des problématiques mises en exergue et le cas échéant à adapter ses réponses juridiques. A ce titre, le dispositif de médiation apporte une valeur ajoutée au fonctionnement de l’administration et contribue à l’amélioration de la gestion des ressources humaines dans son ensemble. Le médiateur dresse chaque année le bilan précis de son activité et formule également des recommandations afin de faire évoluer les pratiques de l'administration ou les textes applicables.
Le médiateur interne de la police nationale s’appuie sur un réseau de 8 délégués zonaux répartis dans le ressort de chaque Secrétariat général pour l’administration du Ministère de l’intérieur (SGAMI).

## Médiateur de la police nationale
- Frédéric Lauze - De janvier 2013[3] à mai 2017
- Pierre-Édouard Colliex - Depuis le 7 septembre 2017[4] à mars 2021.
- Christophe Fichot - Depuis avril 2021

## Reconnaissance
- Frédéric Lauze a reçu en octobre 2013 l'un des cinq Espoirs de la Médiation[5], délivré par l'organisation des médiateurs professionnels, la chambre professionnelle de la médiation et de la négociation (CPMN)[6].

## Rapports d'activité
Le médiateur de la police nationale remet chaque année un rapport d’activité au directeur général de la police nationale. Il a remis son premier rapport d'activité début 2014.